# Lockhartia chocoensis
Lockhartia chocoensis är en orkidéart som beskrevs av Friedrich Fritz Wilhelm Ludwig Kraenzlin. Lockhartia chocoensis ingår i släktet Lockhartia och familjen orkidéer. Inga underarter finns listade i Catalogue of Life.